# هامبدن سيدني (فرجينيا)
هامبدن سيدني (بالإنجليزية: Hampden-Sydney CDP, Virginia)‏ هي منطقة سكنية تقع بولاية فرجينيا في الولايات المتحدة. تبلغ مساحتها 10.087877 كم2، وترتفع عن سطح البحر 164 م، بلغ عدد سكانها 1,450 نسمة في عام 2010 حسب إحصاء مكتب تعداد الولايات المتحدة وتصل الكثافة السكانية فيها 143.7 نسمة لكل كيلومتر مربع (372.2/ميل2).

## التركيبة السكانية
حدّد مكتب تعداد الولايات المتحدة بيانات التركيبة السكانية لهامبدن سيدني في تعداد الولايات المتحدة. في ما يلي، التركيبة السكانية حسب تعدادي 2000 و2010.

### تعداد عام 2000
بلغ عدد سكان هامبدن سيدني 1,264 نسمة بحسب تعداد عام 2000، وبلغ عدد الأسر 167 أسرة وعدد العائلات 118 عائلة مقيمة في المنطقة السكنية. في حين سجلت الكثافة السكانية 125.3 نسمة لكل كيلومتر مربع (324.5/ميل2). وبلغ عدد الوحدات السكنية 184 وحدة بمتوسط كثافة قدره 18.2 لكل كيلومتر مربع (47.1/ميل2).
وتوزع التركيب العرقي للمنطقة السكنية بنسبة 82.52% من البيض و16.61% من الأمريكيين الأفارقة و0.24% من الأمريكيين ذوي الأصول الآسيوية و0.63% من عرقين مختلطين أو أكثر و0.95% من الهسبانيون أو اللاتينيون من أي عرق.
بلغ عدد الأسر 167 أسرة كانت نسبة 35.3% منها لديها أطفال تحت سن الثامنة عشر تعيش معهم، وبلغت نسبة الأزواج القاطنين مع بعضهم البعض 50.9% من أصل المجموع الكلي للأسر، ونسبة 16.2% من الأسر كان لديها معيلات من الإناث دون وجود شريك،  بينما كانت نسبة 3.6% من الأسر لديها معيلون من الذكور دون وجود شريكة وكانت نسبة 29.3% من غير العائلات. تألفت نسبة 25.1% من أصل جميع الأسر من عدة أفراد يعيشون في نفس المنزل ونسبة 10.8% كانت تتألف من شخص يعيش بمفرده يبلغ من العمر 65 عاماً أو أكثر. وبلغ متوسط حجم الأسرة المعيشية 2.46، أما متوسط حجم العائلات فبلغ 2.88.
بلغ العمر الوسطي للسكان 20.7 عاماً. وكانت نسبة 8.5% من القاطنين تحت سن الثامنة عشر، وكانت نسبة 2% بين الثامنة عشر والرابعة والعشرين عاماً، ونسبة 9.3% كانت واقعةً في الفئة العمرية ما بين الخامسة والعشرين والرابعة والأربعين عاماً، ونسبة 7.9% كانت ما بين الخامسة والأربعين والرابعة والستين، ونسبة 4.9% كانت ضمن فئة الخامسة والستين عاماً فما فوق. يوجد لكل 100 أنثى 96.7 ذكر، ويوجد لكل 100 أنثى في الثامنة عشر من عمرها فما فوق 86.5 ذكر.
بلغ متوسط دخل الأسرة في المنطقة السكنية 27,679 دولارًا، أما متوسط دخل العائلة فبلغ 69,091 دولارًا. وكان متوسط دخل الذكور 29,722 دولارًا مقابل 28,214 دولارًا للإناث. وسجل دخل الفرد الخاص بالمنطقة السكنية 15,656 دولارًا. وكانت نسبة 25.6% من العائلات ونسبة 20.9% من السكان تحت خط الفقر، وكان من هؤلاء نسبة 30.9% تحت سن الثامنة عشر ونسبة 0% في الخامسة والستين من العمر وما فوق.

### تعداد عام 2010
بلغ عدد سكان هامبدن سيدني 1,450 نسمة بحسب تعداد عام 2010، وبلغ عدد الأسر 172 أسرة وعدد العائلات 108 عائلة مقيمة في المنطقة السكنية. في حين سجلت الكثافة السكانية 143.7 نسمة لكل كيلومتر مربع (372.2/ميل2). وبلغ عدد الوحدات السكنية 197 وحدة بمتوسط كثافة قدره 19.5 لكل كيلومتر مربع (50.5/ميل2).
وتوزع التركيب العرقي للمنطقة السكنية بنسبة 85.45% من البيض و11.66% من الأمريكيين الأفارقة و0.28% من الأمريكيين الأصليين و0.83% من الأمريكيين ذوي الأصول الآسيوية و0.76% من الأعراق الأخرى و1.03% من عرقين مختلطين أو أكثر و2.83% من الهسبانيون أو اللاتينيون من أي عرق.
بلغ عدد الأسر 172 أسرة كانت نسبة 26.7% منها لديها أطفال تحت سن الثامنة عشر تعيش معهم، وبلغت نسبة الأزواج القاطنين مع بعضهم البعض 48.3% من أصل المجموع الكلي للأسر، ونسبة 10.5% من الأسر كان لديها معيلات من الإناث دون وجود شريك،  بينما كانت نسبة 4.1% من الأسر لديها معيلون من الذكور دون وجود شريكة وكانت نسبة 37.2% من غير العائلات. تألفت نسبة 22.7% من أصل جميع الأسر من عدة أفراد يعيشون في نفس المنزل ونسبة 9.9% كانت تتألف من شخص يعيش بمفرده يبلغ من العمر 65 عاماً أو أكثر. وبلغ متوسط حجم الأسرة المعيشية 3.15، أما متوسط حجم العائلات فبلغ 2.87.
بلغ العمر الوسطي للسكان 21.1 عاماً. وكانت نسبة 5.3% من القاطنين تحت سن الثامنة عشر، وكانت نسبة 74.8% بين الثامنة عشر والرابعة والعشرين عاماً، ونسبة 5.9% كانت واقعةً في الفئة العمرية ما بين الخامسة والعشرين والرابعة والأربعين عاماً، ونسبة 9.2% كانت ما بين الخامسة والأربعين والرابعة والستين، ونسبة 4.8% كانت ضمن فئة الخامسة والستين عاماً فما فوق. وتوزع التركيب الجنسي للسكان بنسبة 86.4% ذكور و13.6% إناث.